# Лесковик (Ниш)
Лесковик је насељено место у градској општини Црвени Крст на подручју града Ниша у Нишавском управном округу. Налази се у планинском подручју Каменичког виса и Попове главе, на око 10 километара удаљености од центра Ниша. Према попису из 2022. било је 202 становника (према попису из 1991. било је 347 становника).

## Историја
Лесковик је старо, вероватно још у предтурском периоду формирано село, премда га ранији турски пописи с краја 15. века не спомињу. Попис из 1564. године га, међутим, евидентира као село с више од 20 домова. Касније се подаци о Лесковику губе да би био споменут 1841. године у вези са противтурским устанком, тзв. нишком буном, када је био спаљен. За обнову је добио помоћ у износу 250 гроша.
Пре ослобођења од Турака, као и после ослобођења за један дужи период времена, Лесковик је са Церјем био најјаче сточарско и шумско (горосечко) село на потесу од Попове главе (534 м) до Калафата (837 м). Осим својих, овчари Лесковика су током лета чували овце и домаћинстава из потпланинских села. Крајем 19. века (1895) био је мало село са 21 домаћинством и 182 становника, а 1930. године у њему је живело 38 домаћинстава и 254 становника.
С распадом породичних задруга, које су се очувале до првих деценија 20. века, започео је процес бржег уситњавања сеоског поседа. Од 1960. године наступиле су значајније тенденције исељавања радно способног становништва и застаревање села. Истовремено, већина одсељених и даље је задржавала своје поседе у Лесковику, развијајући тиме мешовиту привреду. Године 1971. у Лесковику су живела 44 пољопривредна, 47 мешовитих и једно непољопривредно домаћинство.

## Саобраћај
До Лесковика се може доћи приградском линијом 30 ПАС Ниш - Горњи Комрен - Хум - Рујник - Лесковик.

## Демографија
У насељу Лесковик живи 217 пунолетних становника, а просечна старост становништва износи 47,9 година (48,4 код мушкараца и 47,4 код жена). У насељу има 75 домаћинстава, а просечан број чланова по домаћинству је 2,69.
Ово насеље је у потпуности насељено Србима (према попису из 2002. године), а у последња три пописа, примећен је пад у броју становника.
|  |

| Демографија | Демографија | Демографија |
| Година      | Становника  | Становника  |
| ----------- | ----------- | ----------- |
| 1948.       | 485         |             |
| 1953.       | 512         |             |
| 1961.       | 534         |             |
| 1971.       | 470         |             |
| 1981.       | 415         |             |
| 1991.       | 347         | 342         |
| 2002.       | 300         | 300         |
| 2011.       | 248         |             |
| 2022.       | 202         |             |

| Етнички састав према попису из 2002.‍ | Етнички састав према попису из 2002.‍ | Етнички састав према попису из 2002.‍ | Етнички састав према попису из 2002.‍ | Етнички састав према попису из 2002.‍ |
| ------------------------------------ | ------------------------------------ | ------------------------------------ | ------------------------------------ | ------------------------------------ |
|                                      |                                      |                                      |                                      |                                      |
| Срби                                 | Срби                                 |                                      | 300                                  | 100,0%                               |
| непознато                            | непознато                            |                                      | 0                                    | 0,0%                                 |

| Година пописа     | 1948. | 1953. | 1961. | 1971. | 1981. | 1991. | 2002. |
| ----------------- | ----- | ----- | ----- | ----- | ----- | ----- | ----- |
| Број домаћинстава | 65    | 72    | 90    | 92    | 94    | 95    | 90    |

| Број чланова      | 1  | 2  | 3  | 4  | 5 | 6 | 7 | 8 | 9 | 10 и више | Просек |
| ----------------- | -- | -- | -- | -- | - | - | - | - | - | --------- | ------ |
| Број домаћинстава | 11 | 26 | 21 | 13 | 3 | 8 | 5 | 3 | 0 | 0         | 3,33   |

| Пол    | Укупно | Неожењен/Неудата | Ожењен/Удата | Удовац/Удовица | Разведен/Разведена | Непознато |
| ------ | ------ | ---------------- | ------------ | -------------- | ------------------ | --------- |
| Мушки  | 146    | 47               | 82           | 12             | 2                  | 3         |
| Женски | 120    | 16               | 84           | 17             | 2                  | 1         |
| УКУПНО | 266    | 63               | 166          | 29             | 4                  | 4         |

| Пол    | Укупно                    | Пољопривреда, лов и шумарство | Рибарство                            | Вађење руде и камена | Прерађивачка индустрија       |
| ------ | ------------------------- | ----------------------------- | ------------------------------------ | -------------------- | ----------------------------- |
| Мушки  | 86                        | 24                            | 0                                    | 0                    | 30                            |
| Женски | 21                        | 15                            | 0                                    | 0                    | 2                             |
| УКУПНО | 107                       | 39                            | 0                                    | 0                    | 32                            |
| Пол    | Производња и снабдевање   | Грађевинарство                | Трговина                             | Хотели и ресторани   | Саобраћај, складиштење и везе |
| Мушки  | 1                         | 9                             | 5                                    | 0                    | 7                             |
| Женски | 0                         | 0                             | 2                                    | 0                    | 0                             |
| УКУПНО | 1                         | 9                             | 7                                    | 0                    | 7                             |
| Пол    | Финансијско посредовање   | Некретнине                    | Државна управа и одбрана             | Образовање           | Здравствени и социјални рад   |
| Мушки  | 1                         | 1                             | 0                                    | 0                    | 2                             |
| Женски | 0                         | 0                             | 0                                    | 1                    | 1                             |
| УКУПНО | 1                         | 1                             | 0                                    | 1                    | 3                             |
| Пол    | Остале услужне активности | Приватна домаћинства          | Екстериторијалне организације и тела | Непознато            | Непознато                     |
| Мушки  | 1                         | 0                             | 0                                    | 5                    | 5                             |
| Женски | 0                         | 0                             | 0                                    | 0                    | 0                             |
| УКУПНО | 1                         | 0                             | 0                                    | 5                    | 5                             |